# Sammlung Tusculum

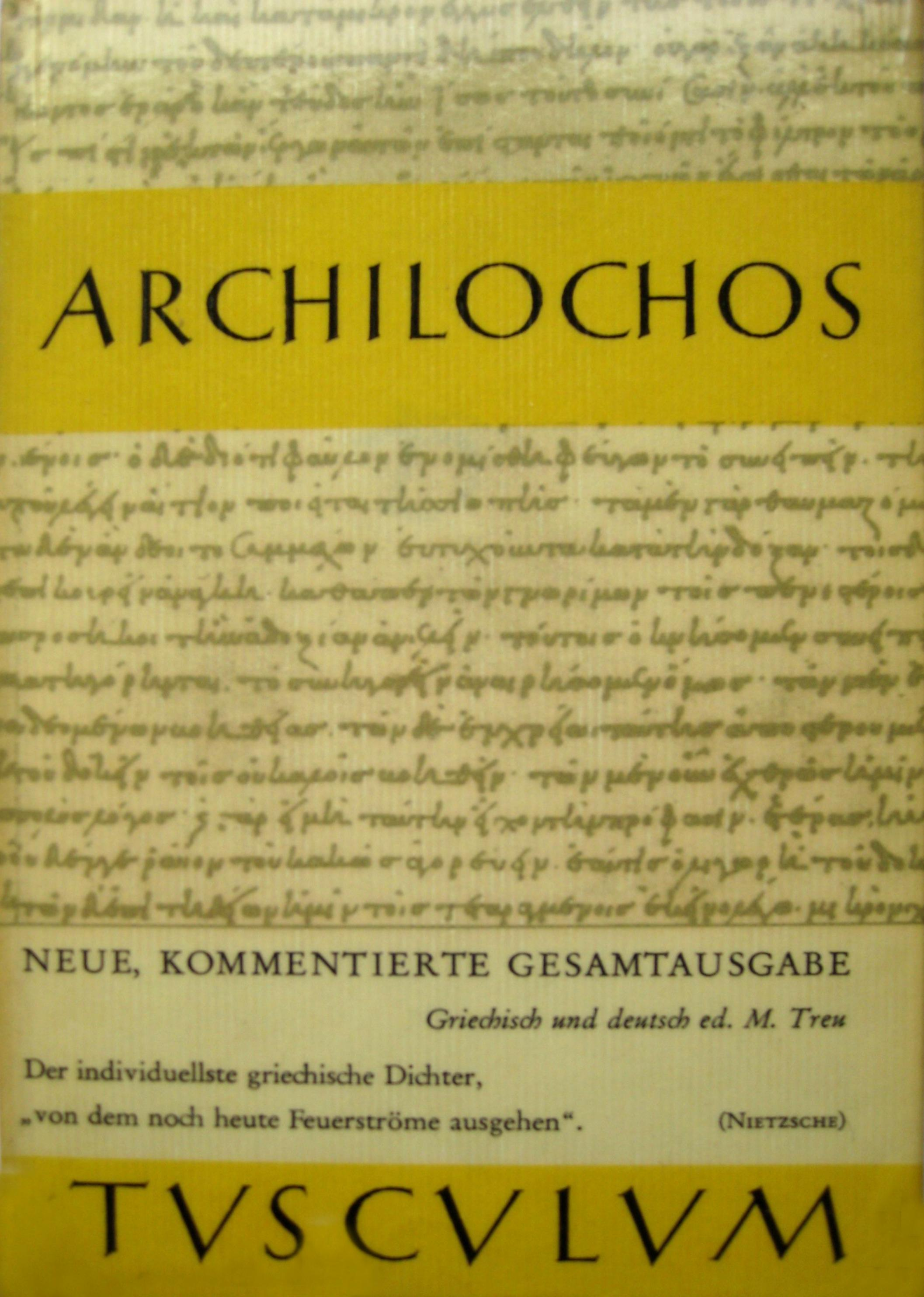
Schutzumschlag eines Bandes der Sammlung (1959)

Die Sammlung Tusculum (ursprünglich Tuskulum-Bücher, dann Tusculum-Bücher(ei)) ist eine renommierte Reihe zweisprachiger Ausgaben der griechischen und lateinischen Literatur mit deutschen Übersetzungen und Kommentaren. 

## Verlage und Umfang
Die Sammlung erschien bis 1981 im Ernst-Heimeran-Verlag, bis 2011 im Artemis & Winkler Verlag, bis 2013 im Akademie-Verlag und seither im Verlag Walter de Gruyter. Von 1923 bis 2013 erschienen mehr als 200 oft mehrbändige Titel.

## Entstehung und Ausstattung
Die Sammlung wurde im Jahre 1923 von Ernst Heimeran begründet. Benannt ist sie nach der ehemaligen Stadt Tusculum in Latium, wo unter anderem Cicero eine Villa besaß, in der er in der ersten Phase eines Rückzugs aus der Politik die sogenannten Tuskulanen schrieb, eine lateinische Einführung in die griechische Philosophie. Die Reihe entstand auf Anregung von Ernst Heimerans Geschichtslehrer Franz Burger, der auch die frühesten Titel im Anschluss an ältere Ausgaben und Übersetzungen betreute. Offenbar orientiert an der seit 1912 laufenden Loeb Classical Library, richtete sie sich seit Beginn ihres Erscheinens an ein breites Publikum. Auf die Konstituierung eines eigenen Textes wird zumeist verzichtet, vielmehr auf eine gängige Textausgabe zurückgegriffen. Diesem Referenztext wird neben der Übersetzung ein knapper textkritischer Anhang beigegeben, in dem Abweichungen aufgeführt und teilweise begründet werden. Anfangs erschienen auch Pergamentband-Vorzugsausgaben in geringer Auflage.  
Die populäre Ausrichtung der Reihe wird auch deutlich durch eine attraktive Gestaltung der Umschläge, die der mit Heimeran befreundete Ernst Penzoldt besorgte. Die von antiken Inschriften inspirierte typische Tusculum-Schrifttype der Schutzumschläge und der Einbände wurde zu Beginn der 2000er Jahre durch Versalien in einer Standard-Schriftart ersetzt. Mit dem Herbstprogramm 2009 hat Artemis & Winkler die Reihe Tusculum äußerlich erneut verändert. Der ursprüngliche Entwurf der Schutzumschläge wurde modifiziert. Bei den mittlerweile im Verlag De Gruyter erscheinenden neuen Bänden der Reihe wurden diese Änderungen aber rückgängig gemacht und die Kontinuität im Erscheinungsbild der Reihe wiederhergestellt. Alle originalen Tusculum-Bände hatten einen Leinwandeinband mit eingeprägtem Rückenschild und waren fadengeheftet. Die Papierqualität variierte während des langen Erscheinungszeitraums der Bücher und war etwa in den 1980er-Jahren auch dem Preis und Anspruch der Sammlung Tusculum nicht entsprechend.

## Entwicklung und Profil
Trotz der angestrebten Popularität und trotz des Starts mit dem lyrischen Werk des Horaz, den Tiberius-Büchern der Annalen des Tacitus (in 2 Bänden) und der Liebeskunst des Ovid ging die Sammlung schon in ihren Anfängen über die bekannten Schulautoren hinaus. Bereits als fünftes Werk und erster griechischer Titel wurde im Jahr 1925 die Tragödie Die Perser des Aischylos veröffentlicht, gefolgt von kleinen Texten Plutarchs und Lukians. Auch eine  neue Ausgabe und Übersetzung des Lukrez, die Hermann Diels noch kurz vor seinem Tod hatte vollenden können, kam in Lizenz heraus. 1926 erschien eine Ausgabe des Heraklit von Bruno Snell, die im Jahr 2007 ihre 14. Auflage erreicht hat. 
Die Reihe wurde gleich nach dem Krieg wieder aufgenommen. Das Spektrum hatte sich schon früher beträchtlich erweitert. Dies wurde konsequent fortgesetzt bis hin zur Gesamtausgabe des Titus Livius und der Naturalis historia des Plinius sowie, im griechischen Bereich, zu Ausgaben der frühen Lyrik, der Anthologia Graeca und des Prokopios von Caesarea. Davon haben etwa die Ausgaben der Lyrik von Max Treu und der Anthologia Graeca von Hermann Beckby eigenständigen wissenschaftlichen Rang erworben. Auch die Petronius-Ausgabe von Konrad Müller fand erst hier weitere Verbreitung.
An diese wissenschaftlich ausgerichtete Tradition wurde erst kürzlich angeknüpft mit einer erneuten Publikation der Gedichte Sapphos (durch Andreas Bagordo) sowie der Herausgabe einer dreibändigen Vorsokratikerreihe (L. Gemelli). Dabei scheute man sich nicht, im Sinne einer besseren Handhabung der Bände von Reihentypischem abzuweichen. Um beispielsweise eine bessere Übersicht über die einzelnen Fragmente Sapphos bewahren zu können, wurde entschieden, die gegenüberliegende Anordnung von Originaltext und Übersetzung in diesem Band aufzugeben. Dem griechischen Text folgt so der deutsche sowie eine sachliche Erläuterung seitenläufig – unter Verzicht auf deutsche (frei fingierte) Ergänzungen des lückenhaften Textbestandes wie beispielsweise noch bei der Übersetzung durch Treu.

## Auflagen und Sekundärmarkt
Die Auflagen liegen in der Regel zwischen 2000 und 4000 Exemplaren, doch ist eine Vielzahl von Titeln mehrfach aufgelegt worden. Vergriffene Tusculum-Titel sind seit 2014 als Print-on-demand-Bücher in geringerer Binde-, Einband- und Druckqualität unter Verwendung des ursprünglichen Schutzumschlages als Einbandmotiv wieder lieferbar. Einzelne vergriffene Titel erzielen im Antiquariat inzwischen hohe Preise, so etwa die beiden Philostratos-Titel (Eikones und Apollonius), die sechsbändige Euripides-Gesamtausgabe, die Anthologia Graeca und insbesondere das Alexander-Werk des Arrian.

## Nebenausgaben
Unter der Bezeichnung Tusculum-Schriften erschien von 1924 bis 1935 eine Serie von 38 Titeln einführend-populärer Sekundärliteratur. 15 Titel mit wissenschaftlichem Anspruchs wurden 1967 bis 1978 veröffentlicht. Zum Umfeld der Sammlung Tusculum gehört das Tusculum-Lexikon der griechischen und lateinischen Literatur, ein Autorenlexikon, das ursprünglich von Eduard Stemplinger geschaffen wurde, aber erst in der Neubearbeitung von Wolfgang Buchwald, Armin Hohlweg und Otto Prinz 1963 und vor allem 1982 zu hohem Ansehen gelangte. Dieser Band ist inzwischen vergriffen. 2011 erschien bei De Gruyter unter dem Namen Sammlung Tusculinum eine neue Reihe besonders beliebter antiker Texte.